# アーバンラフレ星ヶ丘
アーバンラフレ星ヶ丘 （アーバンラフレほしがおか） は、愛知県名古屋市千種区星ケ丘にあるマンションの集合体である。独立行政法人都市再生機構（Urban Renaissance Agency（UR））が管理している。

## 概要
1990年（平成2年）から始まった旧星ヶ丘団地の建替事業により建設された、住宅都市整備公団開発の賃貸住宅である。名古屋市営地下鉄東山線 星ヶ丘駅より徒歩で約2分の立地である。

## マンションの戸数
1号棟から10号棟まであり、戸数は全棟合わせて693戸存在する。
- アーバンラフレ星ヶ丘1号棟
- アーバンラフレ星ヶ丘2号棟
- アーバンラフレ星ヶ丘3号棟
- アーバンラフレ星ヶ丘4号棟
- アーバンラフレ星ヶ丘5号棟
- アーバンラフレ星ヶ丘6号棟
- アーバンラフレ星ヶ丘7号棟
- アーバンラフレ星ヶ丘8号棟
- アーバンラフレ星ヶ丘9号棟
- アーバンラフレ星ヶ丘10号棟